# Hotel Métropole (Bruselas)

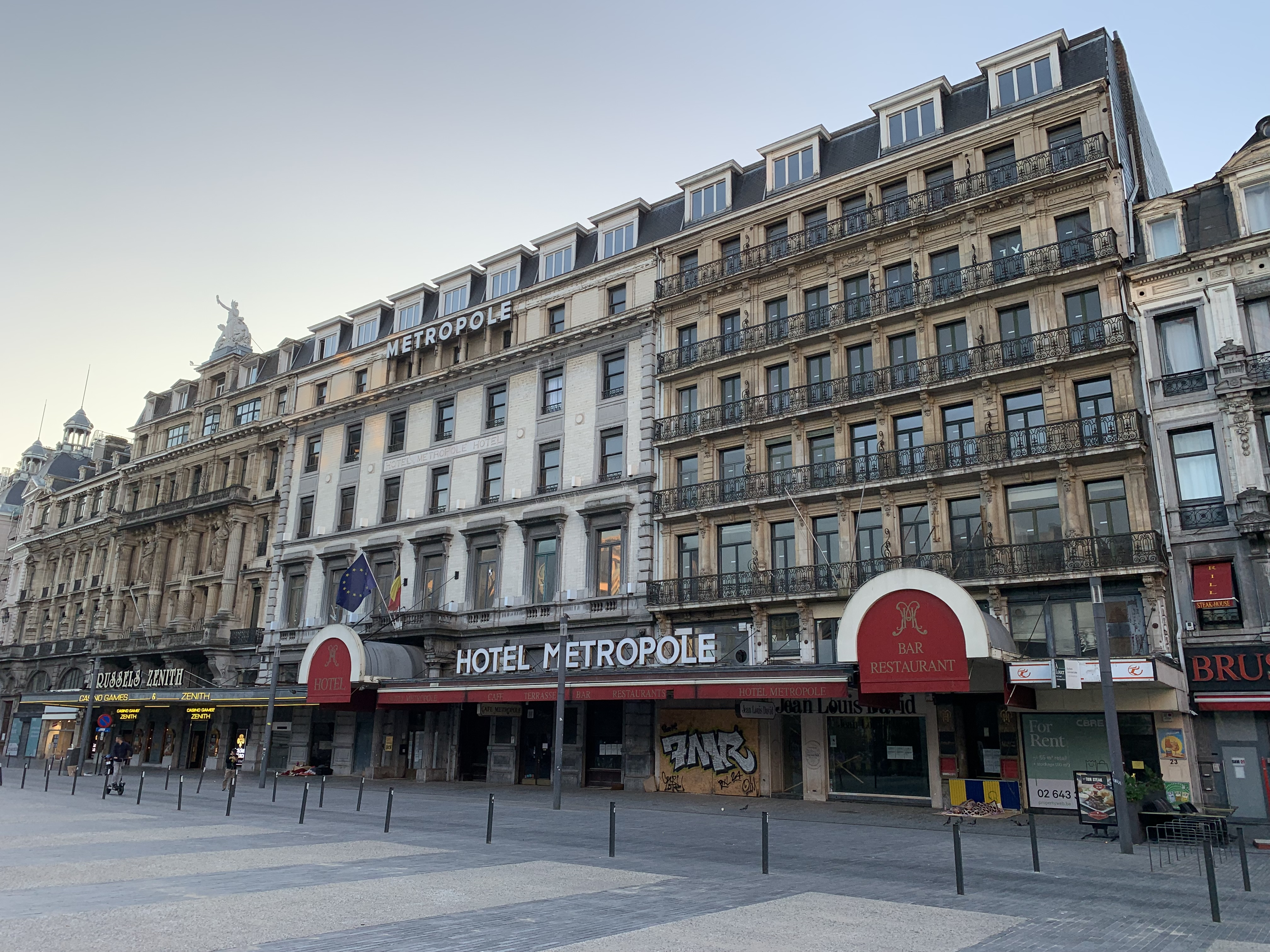
El Hotel Métropole

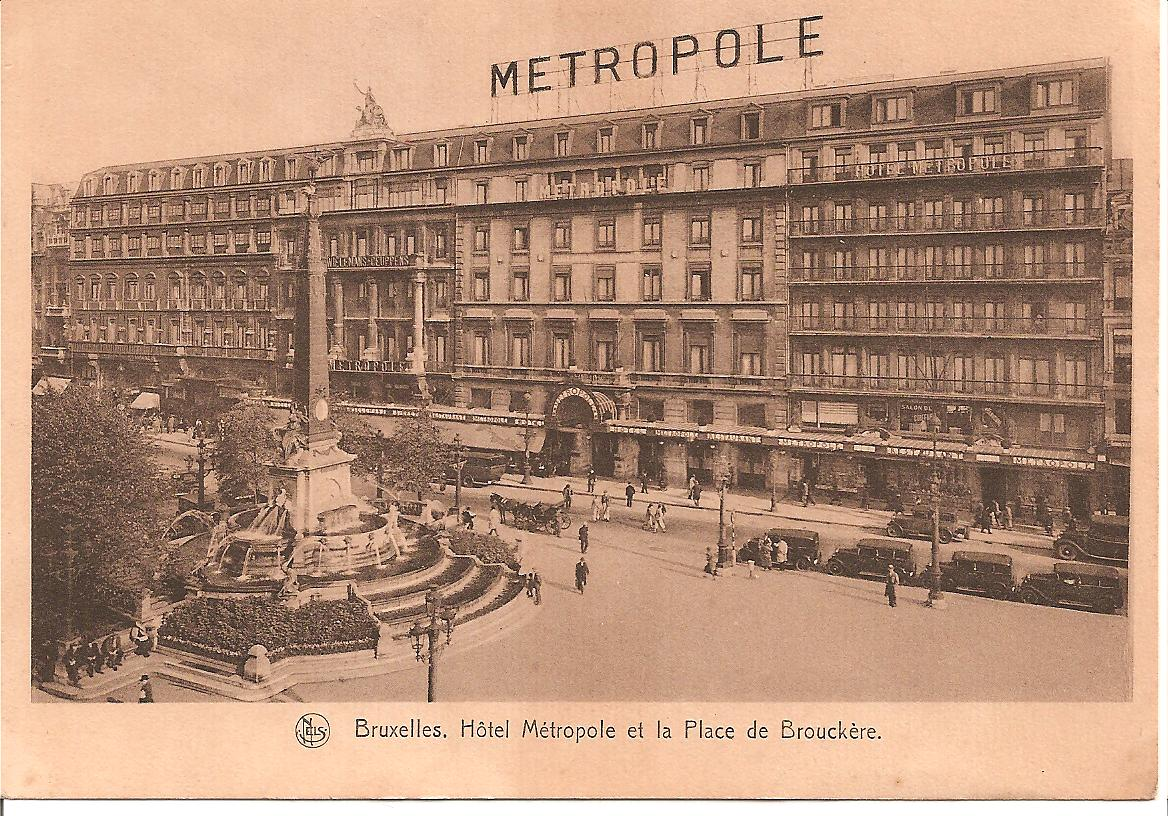
El Hotel Métropole en la década de 1920.

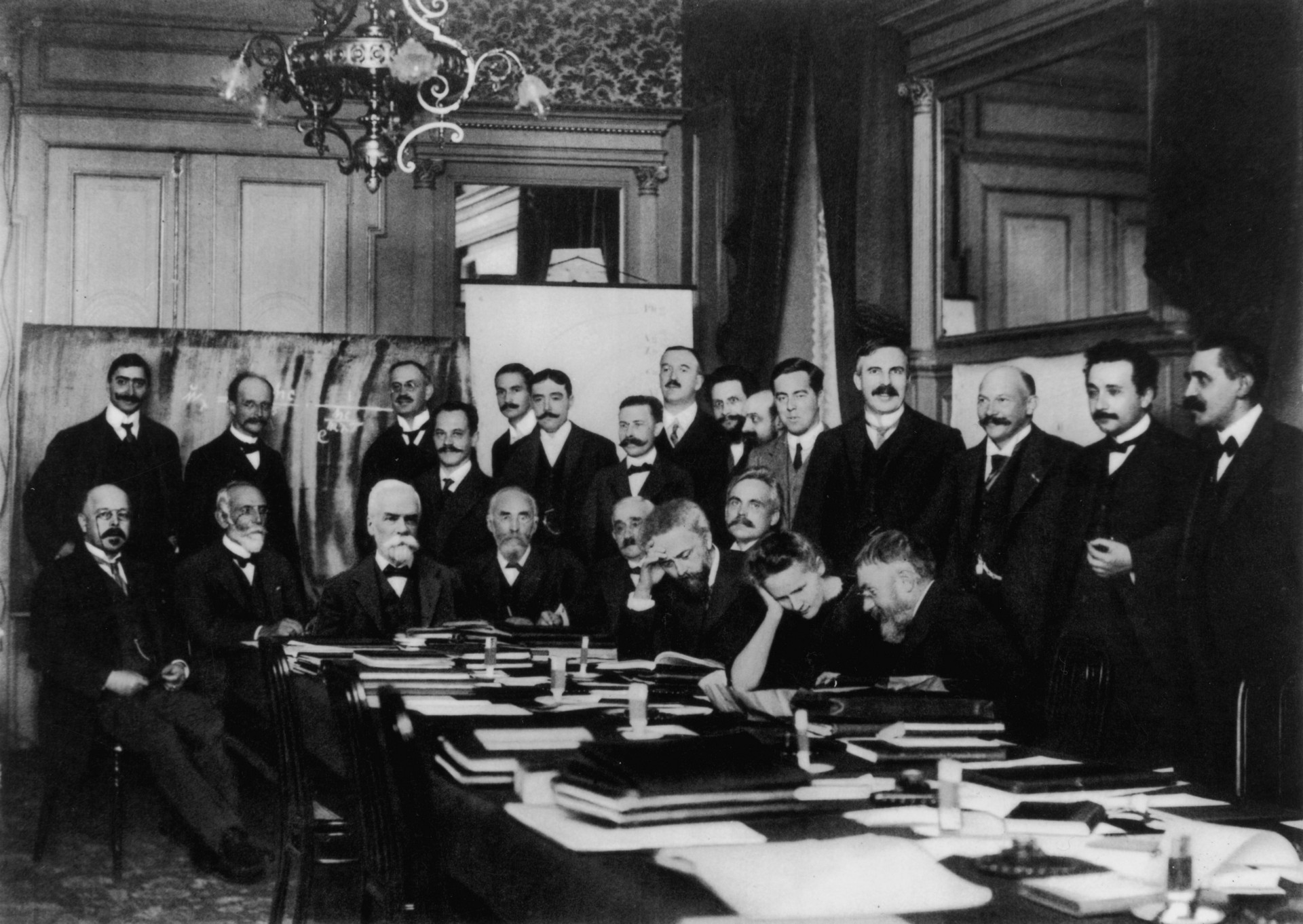
Asistentes del primer congreso Solvay (1911).

El Hotel Métropole es un hotel de 5 estrellas  en la Place de Brouckère de Bruselas, Bélgica. Inaugurado en 1894, tiene 298 habitaciones y 15 suites.

## Historia
El edificio del actual hotel, anteriormente la Caisse d'Epargne, diseñado por el architecto Antoine Trappeniers, fue comprado en 1894 por los hermanos Wielemans, dueños del Café Métropole colindante y reformado por el architecto Alban Chambon. En 1911, se celebró allí el primero de los Congresos Solvay a la cual asistieron, entre otros destacados científicos de la época, ocho premios Nobel, incluyendo Marie Curie, Max Planck, Ernest Rutherford y Albert Einstein.